# Rekken
Rekken est un village appartenant à la commune néerlandaise de Berkelland. Le 1er janvier 2007, le village comptait 1 480 habitants.

## Galerie

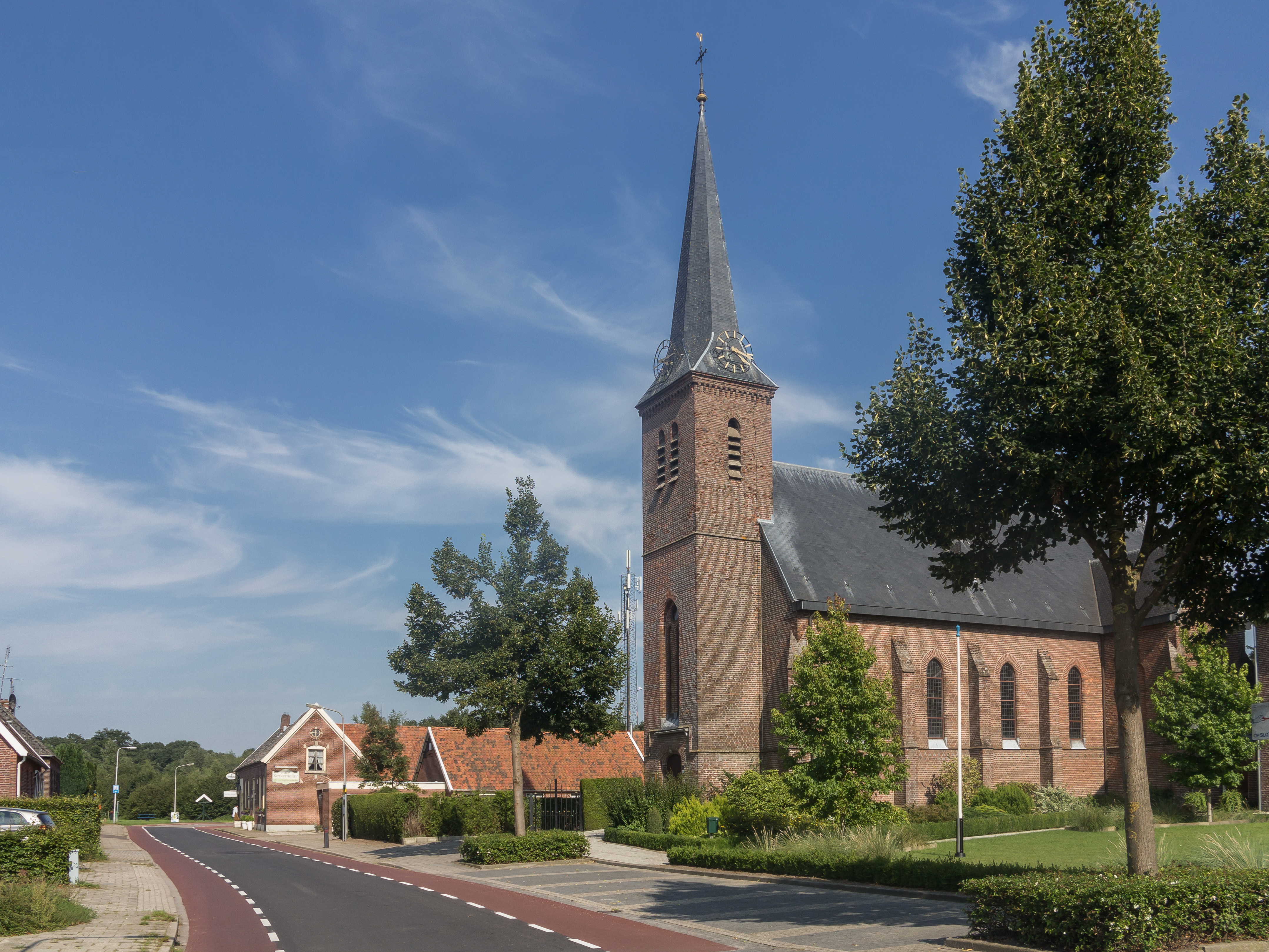
Église catholique: de Martelaren van Gorcum
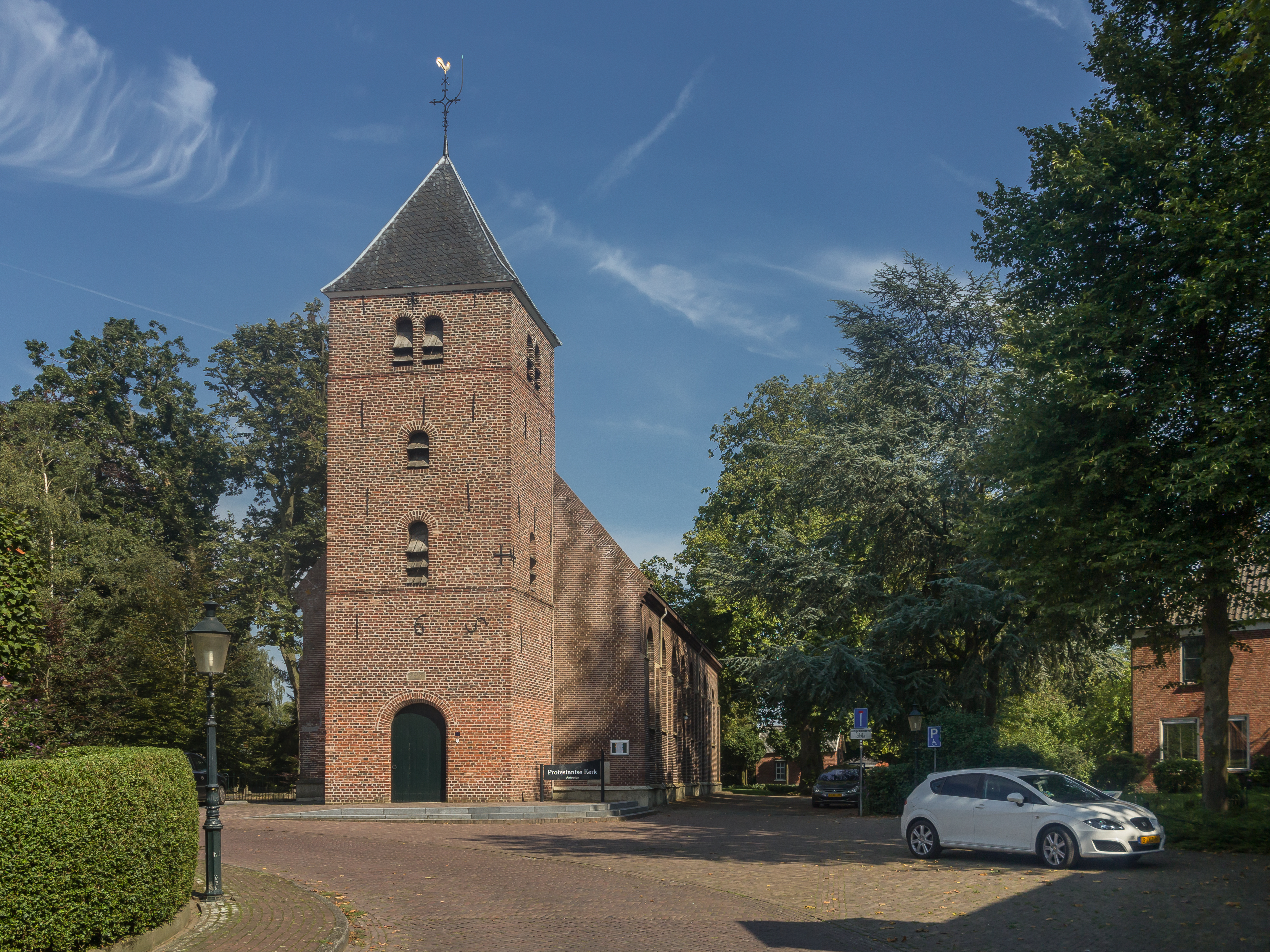
Église: de Antoniuskerk
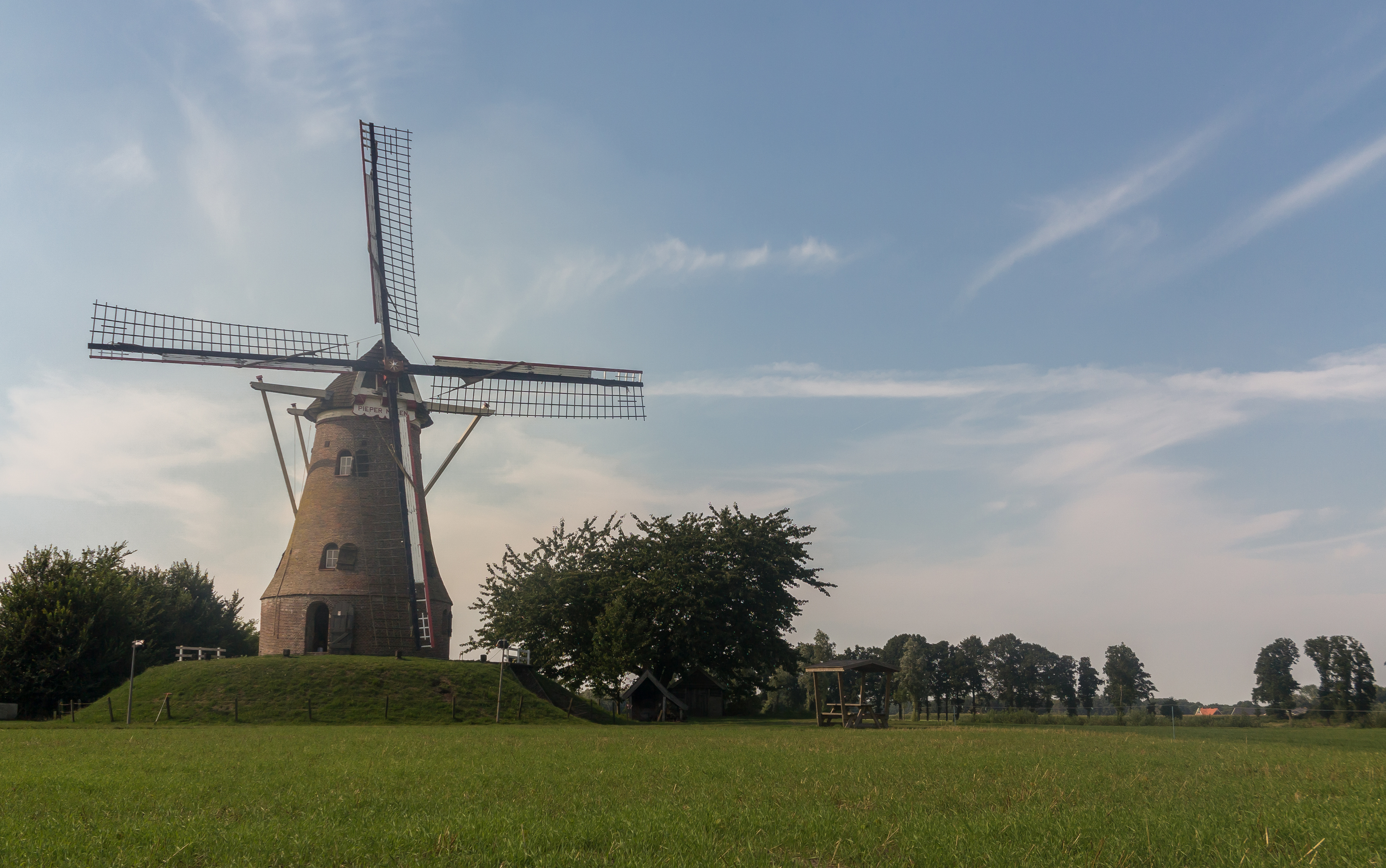
Moulin: de Piepermolen